# 正通汽車
中国正通汽车服务控股有限公司 （港交所：1728）是一家在香港交易所上市的零售業公司。集團經營時尚高檔名牌車店，包括寶馬、戴姆勒等外國名牌。
其集團於1999年由王昆鹏先生於上海創立，2010年11月29日，其集團計劃公開發售5億股，集資額43億港元，招股價為6.8-8.6港元，在2010年12月10日較招股價漲1.23%，收盤價7.39港元。
2011年8月初，正通汽車公佈收購計劃收購包頭恒泰。2011年8月30日，正通汽車公佈收購深圳市中汽南方投資集團有限公司全部股權，作價55億元人民幣（約67億港元）。